# Nicolas Giuseppone
 (juin 2024).
La mise en forme du texte ne suit pas les recommandations de Wikipédia : il faut le « wikifier ».
Les points d'amélioration suivants sont les cas les plus fréquents. Le détail des points à revoir est peut-être précisé sur la page de discussion.
- Les titres sont pré-formatés par le logiciel. Ils ne sont ni en capitales, ni en gras.
- Le texte ne doit pas être écrit en capitales (les noms de famille non plus), ni en gras, ni en italique, ni en « petit »…
- Le gras n'est utilisé que pour surligner le titre de l'article dans l'introduction, une seule fois.
- L'italique est rarement utilisé : mots en langue étrangère, titres d'œuvres, noms de bateaux, etc.
- Les citations ne sont pas en italique mais en corps de texte normal. Elles sont entourées par des guillemets français : « et ».
- Les listes à puces sont à éviter, des paragraphes rédigés étant largement préférés. Les tableaux sont à réserver à la présentation de données structurées (résultats, etc.).
- Les appels de note de bas de page (petits chiffres en exposant, introduits par l'outil «  Source ») sont à placer entre la fin de phrase et le point final[comme ça].
- Les liens internes (vers d'autres articles de Wikipédia) sont à choisir avec parcimonie. Créez des liens vers des articles approfondissant le sujet. Les termes génériques sans rapport avec le sujet sont à éviter, ainsi que les répétitions de liens vers un même terme.
- Les liens externes sont à placer uniquement dans une section « Liens externes », à la fin de l'article. Ces liens sont à choisir avec parcimonie suivant les règles définies. Si un lien sert de source à l'article, son insertion dans le texte est à faire par les notes de bas de page.
- La présentation des références doit suivre les conventions bibliographiques. Il est recommandé d'utiliser les modèles {{Ouvrage}}, {{Chapitre}}, {{Article}}, {{Lien web}} et/ou {{Bibliographie}}. Le mode d'édition visuel peut mettre en forme automatiquement les références.
- Insérer une infobox (cadre d'informations à droite) n'est pas obligatoire pour parachever la mise en page.

Pour une aide détaillée, merci de consulter Aide:Wikification.
Si vous pensez que ces points ont été résolus, vous pouvez retirer ce bandeau et améliorer la mise en forme d'un autre article.
 (juin 2024).
Nicolas Giuseppone est un chercheur français spécialiste de la chimie supramoléculaire. Il est professeur à l’université de Strasbourg et membre de l’Institut universitaire de France.
Il est lauréat de la médaille d'argent du CNRS 2024 pour l'originalité, la qualité et l’importance de ses travaux de recherche, notamment dans le domaine des machines moléculaires.

## Biographie
Nicolas Giuseppone effectue ses études supérieures à l’université Paris-Saclay et y obtient son doctorat sur les catalyseurs asymétriques portant sur l’utilisation des iodures de lanthanide en catalyse asymétrique au laboratoire du professeur H.B. Kagan sous la direction du Dr. Jacqueline Collin. Puis il rejoint en tant que chercheur post-doctoral le laboratoire du professeur K.C. Nicolaou au Scripps Research Institute de La Jolla (Université de San Diego, Californie). Il y travaille sur la première synthèse totale de la Diazonamide A, un anticancéreux d’origine marine. Après une année, il est recruté par le CNRS en tant que chargé de recherche et rejoint le laboratoire du professeur Jean-Marie Lehn, Prix Nobel de Chimie, pour y démarrer des recherches dans le domaine de la chimie supramoléculaire. En 2008, il est nommé professeur à l’université de Strasbourg et crée sa propre équipe de recherche à l’Institut Charles Sadron (UPR CNRS). Il reçoit une bourse de l'ERC en 2010,, est nommé membre junior de l'Institut Universitaire de France en 2013, et il est promu professeur Classe Exceptionnelle en 2016.
Il a été sous-directeur de l'Institut Charles Sadron de 2012 à 2023, et directeur de la Fédération de Recherche sur les Matériaux et les Nanosciences du Grand Est de 2018 à 2023. Il est également le référent à l’Intégrité Scientifique de l’université de Strasbourg depuis 2017,.
En 2017, il est nommé membre de l'USIAS puis reçoit en 2024 le prix Henri Le Chatelier de la section Chimie Supramoléculaire de la Société Chimique de France.
Il devient membre senior de l’Institut universitaire de France en 2023,, et reçoit la médaille d’argent du CNRS en 2024,.

## Recherches
Ses travaux de recherches utilisent la chimie supramoléculaire et les machines moléculaires,,,. L'ancien ministre de l'éducation, de la recherche et des sports, le roumain Daniel Funeriu a collaboré avec Nicolas Giuseppone sur ces nanomachines contrôlées par la lumière. Ces recherches permettent de concevoir de nouveaux systèmes actifs hors équilibre et des matériaux intelligents,, capables d’interagir avec leur environnement,.

## Quelques publications scientifiques
- (en) Lara Tauk, André P. Schröder, Gero Decher et Nicolas Giuseppone, « Hierarchical functional gradients of pH-responsive self-assembled monolayers using dynamic covalent chemistry on surfaces », Nature Chemistry, vol. 1, no 8,‎ novembre 2009, p. 649–656 (ISSN 1755-4330 et 1755-4349, DOI 10.1038/nchem.400, lire en ligne, consulté le 14 janvier 2025).

- (en) Vina Faramarzi, Frédéric Niess, Emilie Moulin, Mounir Maaloum, Jean-François Dayen, Jean-Baptiste Beaufrand, Silvia Zanettini, Bernard Doudin et Nicolas Giuseppone, « Light-triggered self-construction of supramolecular organic nanowires as metallic interconnects », Nature Chemistry, vol. 4, no 6,‎ juin 2012, p. 485–490 (ISSN 1755-4330 et 1755-4349, DOI 10.1038/nchem.1332, lire en ligne, consulté le 14 janvier 2025).

- (en) Quan Li, Gad Fuks, Emilie Moulin, Mounir Maaloum, Michel Rawiso, Igor Kulic, Justin T. Foy et Nicolas Giuseppone, « Macroscopic contraction of a gel induced by the integrated motion of light-driven molecular motors », Nature Nanotechnology, vol. 10, no 2,‎ février 2015, p. 161–165 (ISSN 1748-3387 et 1748-3395, DOI 10.1038/nnano.2014.315, lire en ligne, consulté le 14 janvier 2025).

- (en) Justin T. Foy, Quan Li, Antoine Goujon, Jean-Rémy Colard-Itté, Gad Fuks, Emilie Moulin, Olivier Schiffmann, Damien Dattler, Daniel P. Funeriu et Nicolas Giuseppone, « Dual-light control of nanomachines that integrate motor and modulator subunits », Nature Nanotechnology, vol. 12, no 6,‎ juin 2017, p. 540–545 (ISSN 1748-3387 et 1748-3395, DOI 10.1038/nnano.2017.28, lire en ligne, consulté le 14 janvier 2025).

- (en) Peng-Lai Wang, Stefan Borsley, Martin J. Power, Alessandro Cavasso, Nicolas Giuseppone et David A. Leigh, « Transducing chemical energy through catalysis by an artificial molecular motor », Nature, vol. 637, no 8046,‎ 15 janvier 2025, p. 594–600 (ISSN 1476-4687 et 0028-0836, DOI 10.1038/s41586-024-08288-x, lire en ligne, consulté le 15 janvier 2025).